# Ian Mercer
Ian Mercer (* 1962 in Oldham, England) ist ein britischer Schauspieler.

## Leben und Karriere
Ian Mercer wurde nach der Schule zunächst als Elektriker ausgebildet, bevor er sich entschied Schauspieler zu werden. Seinen ersten Filmauftritt hatte er 1982. Parallel dazu ist er immer wieder auch als Theaterdarsteller aktiv, vor allem in Stücken von William Shakespeare. Er spielt seit den 80er-Jahren regelmäßig in britischen Film- und Fernsehproduktionen. Darunter sind auch Hauptrollen, wie in den Serien Brookside oder Coronation Street. Immer wieder hat er auch in der Seifenoper Doctors vereinzelte Auftritte auch in verschiedenen Rollen. 2011 spielte er in Pirates of the Caribbean – Fremde Gezeiten die Rolle des Quartiermeisters, ein Zombiepirat mit Wahrsagerfähigkeiten, an der Seite von Johnny Depp, Penélope Cruz und Ian McShane. Zu seinem weiteren Filmen zählen u. a. Master & Commander – Bis ans Ende der Welt und Lassie kehrt zurück.
2007 beendete er ein Studium an der Northumbria University, mit einem Abschluss in Englisch und Kunstgeschichte. Mercer lebt mit seiner Frau und zwei Töchtern in Northumbria.

## Filmografie (Auswahl)
- 1982–1983: Brookside (Seifenoper, 5 Episoden)
- 1984: Crown Court (Fernsehserie, Episode: 13x37)
- 1984–1985: How We Used to Live (Fernsehserie, 3 Episoden)
- 1985: Die Jagd nach dem Schwarzgeld (Blue Money, Fernsehfilm)
- 1985: One by One (Fernsehserie, 2 Episoden)
- 1986–1990: Screenplay (Fernsehserie, 2 Episoden)
- 1987–2000: Coronation Street (Fernsehserie, 97 Episoden)
- 1991: The Bill (Fernsehserie, Episode: 7x100)
- 1993: Für alle Fälle Fitz (Cracker, Fernsehserie, 4 Episoden)
- 1994: Peak Practise (Fernsehserie, 2 Episoden)
- 1994: Common As Muck (Fernsehserie, 6 Episoden)
- 1995: House of Cards – Das letzte Kapitel (House of Cards)
- 1996: A Touch of Frost (Fernsehserie, 3 Episoden)
- 2002: Ernest Shackleton (Shackleton, Miniserie, 2 Episoden, als Ernest Holness)
- 2003: Master & Commander – Bis ans Ende der Welt (The Far Side of the World)
- 2005: Donovan (Fernsehserie, Episode 1x01)
- 2005: Lassie kehrt zurück (Lassie)
- 2006–2015: Doctors (Seifenoper, 20 Episoden)
- 2007: Heartbeat (Fernsehserie, Episode: 16x24)
- 2007: The Street (Fernsehserie, 2 Episoden)
- 2007: New Tricks – Die Krimispezialisten (New Tricks, Fernsehserie, Episode 4x03)
- 2009: Creation
- 2009: Waking the Dead – Im Auftrag der Toten (Waking the Dead, Fernsehserie, 2 Episoden)
- 2010: Shameless (Fernsehserie, 2 Episoden)
- 2010: Lewis – Der Oxford Krimi (Lewis, Fernsehserie, 4x03)
- 2011: Pirates of the Caribbean – Fremde Gezeiten (Pirates of the Caribbean: On Stranger Tides)
- 2012: The Scapegoat
- 2014: Scott & Bailey (Fernsehserie, Episode 4x02)
- 2016: Legend of Tarzan (The Legend of Tarzan)
- 2018: Peterloo
- 2022: Das Seeungeheuer (The Sea Beast) (Stimme)